# William Cropper
William Cropper (27. prosince 1862 Brimington, Derbyshire – 13. ledna 1889 Grimsby, Lincolnshire) byl anglický fotbalista a hráč kriketu, který v letech 1882 až 1888 hrál za kriketový klub Derbyshire County Cricket Club a fotbal jako střední útočník za Derby County FC. Byl jedním z devatenácti sportovců, kteří dosáhli Derbyshire Double v kriketu a fotbalu. Zemřel ve věku 26 let po zranění na hřišti, když hrál ve fotbolovém klubu ve Staveley.